# Aegyptocetus
Aegyptocetus tarfa
Genre
Genre
Aegyptocetus est un genre fossile d'Archéocètes protocetidés. Cette baleine primitive a été découverte en Égypte, au Wadi Tarfa. Une seule espèce est connue, Aegyptocetus tarfa.

## Systématique

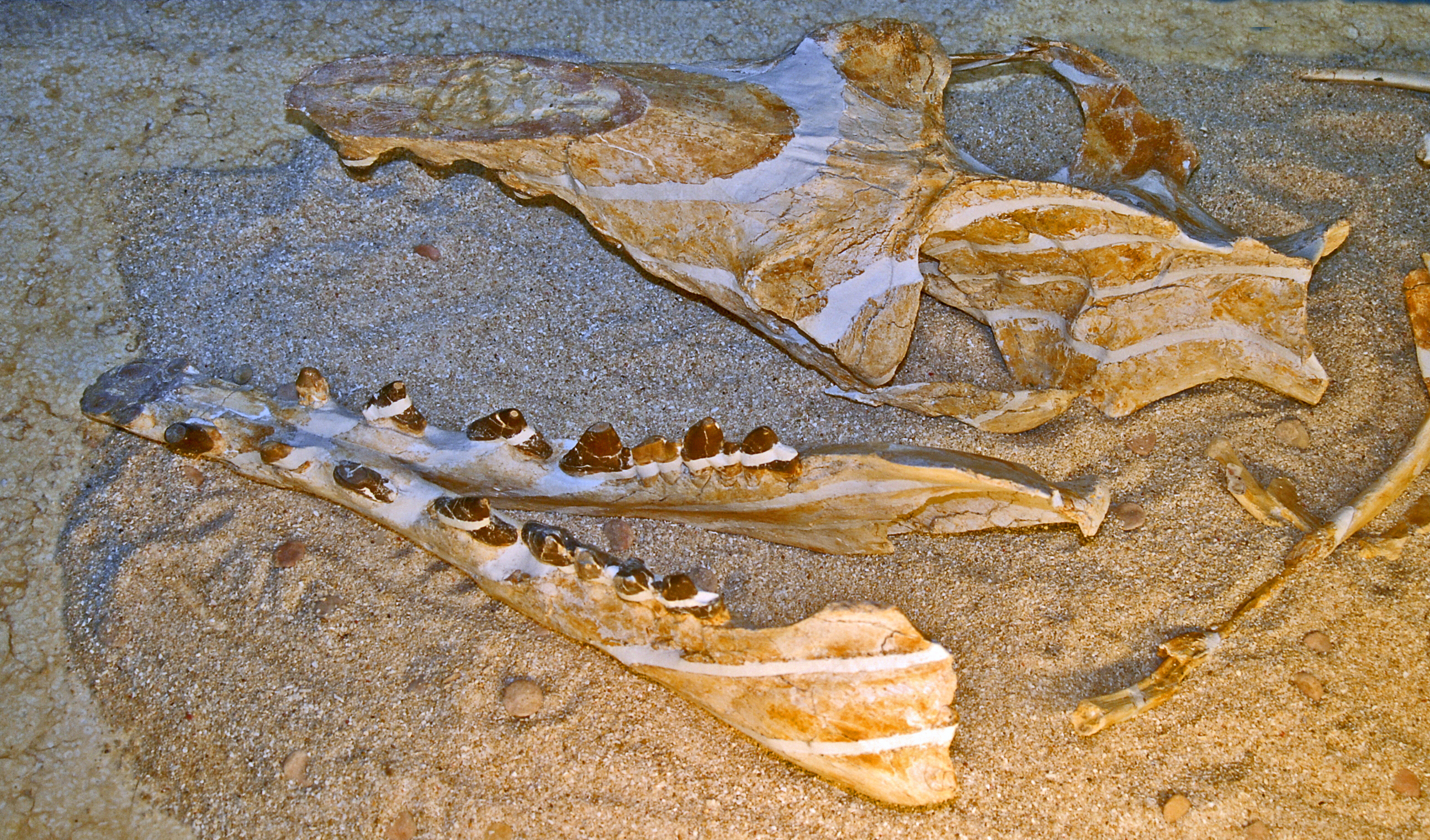
Vue de l'holotype d'Aegyptocetus tarfa, MSNTUP I-15459.

Le genre Aegyptocetus et l'espèce type Aegyptocetus tarfa ont été décrits en 2011 par Giovanni Bianucci (d) et Philip D. Gingerich,.
Le spécimen holotype, MSNTUP I-15459, est constitué d'un crâne presque complet, des mâchoires inférieures et d'une partie du squelette post-crânien comprenant des vertèbres, cervicales et thoraciques, et des côtes.
Les restes de l'animal ont été retrouvés lors de l'importation de marbre calcaire en Italie. Il provient de la carrière de Khashm el-Raqaba. Issu de la formation du djebel Hof sur le flanc nord de Wadi Tarfa dans le désert oriental de l'Égypte, Aegyptocetus date de la fin de l’Éocène moyen, il y a environ de 41 à 40 millions d’années. La cause de la mort du spécimen holotype pourrait venir d'une attaque par un grand requin, les traces de dents de requin étant préservées sur ses côtes.

## Étymologie
Le nom générique, Aegyptocetus, dérive du grec ancien Αἴγυπτος, Aígyptos, « Égypte », et  κῆτος, kêtos, « cétacé »..
Son épithète spécifique, tarfa, fait référence à la Wadi Tarfa, la vallée du désert où a été trouvé l'holotype.

## Publication originale
- (en) Giovanni Bianucci et Philip D. Gingerich, « Aegyptocetus tarfa, n. gen. et sp. (Mammalia, Cetacea), from the middle Eocene of Egypt: clinorhynchy, olfaction, and hearing in a protocetid whale », Journal of Vertebrate Paleontology, SVP et Taylor & Francis, vol. 31, no 6,‎ novembre 2011, p. 1173-1188 (ISSN 0272-4634 et 1937-2809, OCLC 238100068, DOI 10.1080/02724634.2011.607985, lire en ligne).